# NGC 1446
NGC 1446 — звезда в созвездии Эридана.
Этот объект входит в число перечисленных в оригинальной редакции «Нового общего каталога».
Вероятно, является звездой, находящейся примерно в 2' от координат, определённых Эрнестом Темпелем.